# Peperomia effusa
Peperomia effusa är en pepparväxtart som beskrevs av Truman George Yuncker. Peperomia effusa ingår i släktet peperomior, och familjen pepparväxter. Inga underarter finns listade i Catalogue of Life.